# Ein Pastor startet durch
Ein Pastor startet durch (Originaltitel: Soul Man) ist eine amerikanische Sitcom, deren Erstausstrahlung von 1997 bis 1998 auf ABC lief. Sie wurde entwickelt von Carmen Finestra, David McFadzean und Matt Williams, den Machern von Hör mal, wer da hämmert. Die Hauptrolle als episkopalischer Priester spielte Dan Aykroyd. Eine deutsche Fassung lief von 2005 bis 2006 auf Super RTL.

## Handlung
Hauptfigur der Serie ist Mike Weber, ein ehemaliger Rocker und verwitweter episkopalischer Priester, der als alleinerziehender Vater in Royal Oak lebt und dort eine Gemeinde leitet. Seine vier Kinder sind der vierzehnjährige Kenny, der elfjährige Andy, die achtjährige Meredith und Fred, der Jüngste der Familie. Zu Webers kirchlichem Umfeld gehören der Bischof Peter Jerome, der Mike Webers unkonventionelle Gangart missbilligt, Todd Tucker, der soeben das Priesterseminar abgeschlossen hat, und Mikes Assistentin Nancy Boyd. Die Plots der einzelnen Episoden ergeben sich aus Situationen in der Familie, der Kirche und innerhalb der Gemeinde.
Ein Pastor startet durch spielt im selben Serienuniversum wie Hör mal, wer da hämmert. So kommt Mike Weber auch in der am 18. Januar 1997 erstausgestrahlten Folge Der ungläubige Sohn vor. In der Serie Ein Pastor startet durch treten wiederum Tim Allen als Tim Taylor (in der Folge Der Ganovenchor), Richard Karn als Al Borland (in der Folge Versprochen ist versprochen) und Zachery Ty Bryan als Brad Taylor (in der Folge Hör mal, wer da predigt) auf.

## Produktion und Ausstrahlung
Ein Pastor startet durch ist eine Produktion von Touchstone Television und Wind Dancer Productions. Zuerst wurden drei Folgen produziert, die im April 1997 auf ABC gezeigt wurden. Nach einer weiteren Staffel mit 22 Folgen, die von September 1997 bis Mai 1998 liefen, wurde die Serie eingestellt. Die deutsche Fassung lief von Oktober bis Dezember 2005 und von Mai bis Juli 2006 auf Super RTL.
Während die Pilotfolge auf ABC gemäß Nielsen Ratings 18,33 Millionen Zuschauer hatte, waren es bei der letzten Folge 8,69 Millionen.
Als Titellied der Serie diente Soul Man von Isaac Hayes und David Porter, ein Lied aus dem Jahr 1967, das Dan Aykroyd zuvor schon mit den Blues Brothers gesungen hatte.